# Classe Fantasia
La classe Fantasia est une classe de quatre navires de croisière exploitée par la société MSC Croisières. Le dernier navire (nom de code X32) a été commandé en 2010 par la compagnie libyenne GNMTC (General National Maritime Transport Company). En raison de défaut de paiement, le chantier naval dénonce le contrat, mais décide de poursuivre le montage du X32 sur fonds propres. Par la suite, STX France trouvera MSC Croisières pour finir le paiement et livrer le paquebot X32 (nommé ensuite MSC Preziosa) à la compagnie Italiano-Suisse.
Cette classe comprend pendant un temps les plus gros paquebots de la flotte de MSC Croisières. Actuellement, quatre navires sont en activité, le MSC Fantasia, le MSC Splendida, le MSC Divina et le MSC Preziosa (Le MSC Divina et le MSC Preziosa sont des versions évoluées des deux premiers et ont une jauge brute de 137 936 tonneaux et ont 114 cabines de plus). Elle fait partie des 5 classes de paquebots appartenant à MSC Croisières avec la Classe Lirica, la Classe Musica, la Classe Meraviglia, Classe Seaside, et la Classe World (ces trois dernières, plus récentes et de contenance plus importante).
Toutes les unités sont classées Post Panamax et ne peuvent donc pas passer le canal de Panama.

## Les unités de la classe
La classe Fantasia dispose de 4 navires de croisières, longs de 333 mètres, ils forment la classe la plus longue de la compagnie.
Le MSC Divina et le MSC Preziosa sont des versions améliorées des deux précédents navires avec un nombre supérieur de cabines mais aussi plus de lieux publics. La compagnie ne commandera plus d'autre navire de cette classe car chaque classe MSC Croisières est composée de quatre navires.
| Navire de croisière | Tableau | Tonnage (T.S.L.) | Longueur (m) | Maître-bau (m) | Hauteur (m) | Cabines | Passagers | Équipage | Vitesse (nœuds) | Année | Chantier naval                                                                  | Lancé            |
| ------------------- | ------- | ---------------- | ------------ | -------------- | ----------- | ------- | --------- | -------- | --------------- | ----- | ------------------------------------------------------------------------------- | ---------------- |
| MSC Fantasia        |         | 137.936          | 333          | 37,92          | 66,80       | 1.637   | 3.247     | 1.370    | 22.9            | 2008  | ex- Chantiers de l'Atlantique > Aker Yards (St. Nazaire)                        | 18 décembre 2008 |
| MSC Splendida       |         | 137.936          | 333          | 37,92          | 66,80       | 1.637   | 3.274     | 1.370    | 22.9            | 2009  | ex- Chantiers de l'Atlantique > Aker Yards (St. Nazaire)                        | 12 juillet 2009  |
| MSC Divina          |         | 139.400          | 333,3        | 37,92          | 66,80       | 1.751   | 3.502     | 1.370    | 22.9            | 2012  | ex- Chantiers de l'Atlantique > STX Europe (STX France Cruise SA) (St. Nazaire) | 26 mai 2012      |
| MSC Preziosa        |         | 139.400          | 333,3        | 37,92          | 66,80       | 1.751   | 3.502     | 1.370    | 22.9            | 2013  | ex- Chantiers de l'Atlantique > STX Europe (STX France Cruise SA) (St. Nazaire) | 23 mars 2013     |